# Charles Malik
Charles Habib Malik také známý jako Charles Malek (11. února 1906 – 28. prosince 1987 Bejrút) byl libanonský akademik, diplomat, filosof a politik.

## Kariéra
Charles Habib Malik byl v letech 1958–1959 předsedou třináctého zasedání Valného shromáždění OSN. Od roku 1956 působil jako libanonský ministr zahraničních věcí a národního vzdělávání. V roce 1945 se zúčastnil Konference OSN o mezinárodní organizaci v San Francisku a poté pravidelných zasedání Valného shromáždění OSN. Byl předsedou sociálního a humanitárního výboru Shromáždění při vypracování a přijetí Všeobecné deklarace lidských práv v Paříži.

## Vzdělání
Narodil se roku 1906 v libanonské pobřežní vesnici Bitirrán. Vzdělání získal na americké chlapecké misijní škole v libanonském Tripolisu a na Americké univerzitě v Bejrútu, kde v roce 1927 získal titul bakaláře matematiky a fyziky. Poté studoval na Harvardově univerzitě ve Spojených státech amerických. V roce 1934 získal titul Master of Arts v oboru filozofie a v roce 1934 doktorát z filozofie. Je také držitelem několika čestných titulů z dalších amerických univerzit.